# La mia migliore ragazza
La mia migliore ragazza (My Best Gal) è un film del 1944 diretto da Anthony Mann.